# La Filiation de l'homme et la sélection liée au sexe
La Filiation de l'homme et la sélection liée au sexe (The Descent of Man, and Selection in Relation to Sex) est un livre du naturaliste britannique Charles Darwin, publié en 1871 et traitant de l'application de la théorie de l'évolution, notamment à l'espèce humaine. 
Il s'agit du deuxième ouvrage important de Darwin sur l'évolution, succédant à De l'origine des espèces publié en 1859. L'auteur y décrit explicitement l'application de sa théorie à l'évolution humaine et y précise la théorie de la sélection sexuelle. Le livre aborde un certain nombre de sujets connexes, dont ce qui deviendra à l'époque moderne la psychologie évolutionniste, l'éthique évolutionniste, les différences entre hommes et femmes,  les différences entre races humaines, le dimorphisme sexuel humain et la pertinence de la théorie évolutionniste pour la société.

## Éditions françaises
- La descendance de l'homme et la Sélection sexuelle, Traduction de J.-J. Moulinié (1872), disponible sur Gallica.
- La Descendance de l’homme et la sélection sexuelle, traduction de Edmond Barbier (1881)
- La Filiation de l'homme et la Sélection liée au sexe, traduction nouvelle réalisée collectivement (17 traducteurs) sous la direction de Patrick Tort et coordonnée par Michel Prum, parue en 1999 chez Syllepse (Paris), puis en 2012 chez Slatkine (Genève) et Honoré Champion (Paris). Institut Charles Darwin International, Champion Classiques.  (ISBN 978-2-7453-2685-0).